# Tetrastigma pullei
Tetrastigma pullei är en vinväxtart som beskrevs av Carl Karl Adolf Georg Lauterbach. Tetrastigma pullei ingår i släktet Tetrastigma och familjen vinväxter. Inga underarter finns listade i Catalogue of Life.